# Галиці (селище)
Галиці (рос. Галицы) — селище у Гороховецькому районі Владимирської області Російської Федерації.
Входить до складу муніципального утворення Купріяновське сільське поселення. Населення становить 850 осіб (2010).

## Історія
Населений пункт розташований на землях фіно-угорського народу мещери.
Від 10 квітня 1929 року належить до Гороховецького району. Спочатку у складі Івановської промислової області, а від 1944 року — Владимирської області.
Згідно із законом від 13 травня 2005 року входить до складу муніципального утворення Купріяновське сільське поселення.

## Населення
| 1859 | 1905 | 1926 | 1970  | 1979  | 1989  | 2002 |
| ---- | ---- | ---- | ----- | ----- | ----- | ---- |
| 160  | ↗332 | ↗358 | ↗2374 | ↘1887 | ↘1257 | ↘957 |
| 2010 |      |      |       |       |       |      |
| ↘850 |      |      |       |       |       |      |